# Agrotis subcorticea
Agrotis subcorticea là một loài bướm đêm trong họ Noctuidae.